# Соња Делоне
Соња Делоне (фр. Sonia Delaunay, девојачко Терк, 1885 — 1979) била је украјинско-француска уметница. Била је удата за француског сликара Робера Делонеа са којим је основала уметнички покрет орфизам који се заснивао на употреби снажних боја и геометријских облика. Њен рад обухвата сликарске радове, дизајн текстила и сценографију. Добила је француску Легију части. Њен син је био Шарл Делоне, стручњак за џез.